# نادي ليتشي
اتحاد ليتشي الرياضي (بالإيطالية: Unione Sportiva Lecce SpA)‏، نادي كرة قدم إيطالي يقع في مدينة ليتشي.
الفريق الذي تأسس عام 1908 قضى أعوام عديدة في دوري الدرجة الثانية، حيث نجح لأول مرة في الصعود لدوري الدرحة الأولى عام 1985، يلعب الفريق مبارياته على ملعبه المعروف باسم فيا دل ماري حسث يستوعب ما يقارب 36,258 متفرج.وعاد إلى الدرجة الأولى موسم 2022/2023

## إنجازاته
- الدرجة الثانية
  - تصفيات الصعود - 1984-85, 1987-88, 1992-93, 1996-97, 1998-99, 2002
-03, 2007-08
- الدرجة الثالثة
  - البطل - 1945-46, 1975-76, 1995-96
- كأس إيطاليا للدرجة الثالثة 
  - البطل - 1975-76
- كأس أنجلو إيتاليان
  - البطل - 1976-77